# Neopterygii
Neopterygii è una sottoclasse di Actinopterygii, comparsi nel periodo Triassico, grazie alla scomparsa di quasi tutti gli Actinopterygii a seguito dell'estinzione di massa del Permiano-Triassico. La maggior parte dei pesci attuali sono membri di questo taxon e sono raggruppati nei Teleostei o moderni pesci ossei.

## Sistematica
- Sottoclasse Neopterygii
  - †Aspidorhynchiformes
  - †Louwoichthyiformes
  - †Pachycormiformes
  - †Peltopleuriformes
  - †Pholidopleuriformes
  - †Polzbergiiformes
  - †Pycnodontiformes
  - †Redfieldiiformes
  - †Scanilepiformes
  - †Platysiagidae
  - †Ducanichthys
  - †Marcopoloichthys
  - †Tungusichthys
  - Infraclasse Holostei
    - Ordine Amiiformes
    - Ordine Lepisosteiformes

  - Infraclasse Teleostei
    - Superordine Acanthopterygii
      - Ordine Atheriniformes
      - Ordine Beloniformes
      - Ordine Beryciformes
      - Ordine Cyprinodontiformes
      - Ordine Gasterosteiformes
      - Ordine Mugiliformes
      - Ordine Perciformes
      - Ordine Pleuronectiformes
      - Ordine Scorpaeniformes
      - Ordine Stephanoberyciformes
      - Ordine Synbranchiformes
      - Ordine Tetraodontiformes
      - Ordine Zeiformes

    - Superordine Clupeomorpha
      - Ordine Clupeiformes

    - Superordine Cyclosquamata
      - Ordine Aulopiformes

    - Superordine Elopomorpha
      - Ordine Albuliformes
      - Ordine Anguilliformes
      - Ordine Elopiformes
      - Ordine Notacanthiformes
      - Ordine Saccopharyngiformes

    - Superordine Lampridiomorpha
      - Ordine Lampridiformes

    - Superordine Ostariophysi
      - Ordine Characiformes
      - Ordine Cypriniformes
      - Ordine Gonorynchiformes
      - Ordine Gymnotiformes
      - Ordine Siluriformes

    - Superordine Osteoglossomorpha
      - Ordine Osteoglossiformes
      - Ordine Hiodontiformes

    - Superordine Paracanthopterygii
      - Ordine Batrachoidiformes
      - Ordine Gadiformes
      - Ordine Lophiiformes
      - Ordine Ophidiiformes
      - Ordine Percopsiformes

    - Superordine Polymyxiomorpha
      - Ordine Polymixiiformes

    - Superordine Protacanthopterygii
      - Ordine Esociformes
      - Ordine Osmeriformes
      - Ordine Salmoniformes

    - Superordine Scopelomorpha
      - Ordine Myctophiformes

    - Superordine Sternopterygii
      - Ordine Ateleopodiformes
      - Ordine Stomiiformes